# 枧坝镇
枧坝镇，是中华人民共和国贵州省遵义市绥阳县下辖的一个乡镇级行政单位。

## 行政区划
枧坝镇下辖以下地区：
黄鱼村、枧坝村、冯村、杉木箐村、井坝村、中塘村和双新村。